# Honorine Deschrijver
Honorine Maria "Norine" Deschryver (Gent, 5 maart 1887 – Ukkel, 14 september 1977) was een Belgisch couturière. Samen met haar man, Paul-Gustave Van Hecke, leidde ze het Brusselse couturehuis Norine, van ca. 1915 tot 1952.

## Leven
Norine werd geboren als onwettig kind van Maria Vande Moortele, weduwe, moeder van zes kinderen en dienstmeid van beroep. Op 20 februari 1889 wordt Norine erkend door Jean-Baptiste Deschryver, de nieuwe man van haar moeder, een herbergier. Ze groeide op in de Gentse arbeiderswijken van de Brugse Poort en de Rabot. Op haar dertiende verhuisde ze met haar familie naar de Bas-Fond, in de Brusselse benedenstad. Als jong meisje werkte Norine er, net als 7 van haar 8 broers en zussen, als naaister in een kleermakerij. Op haar 23ste trouwde ze met een zekere Clément Coriat. Maar dat huwelijk hield geen stand. (De officiële scheiding werd pas 10 jaar later voltrokken.) Zo’n 5 jaar later begon ze een verhouding met de culturele duizendpoot Paul-Gustave Van Hecke en richtte samen met hem het couturehuis Norine op. Ze trouwden pas op 23 september 1927. Beide huwelijken bleven kinderloos. Tussen ca. 1923 en 1938 onderhield Norine een buitenechtelijke relatie met E.L.T. Mesens. 

## Werk
Van Hecke en Norine richtten hun modehuis op in 1915 of 1916. Vanuit hun woonst in de Lange Haagstraat te Brussel, brachten ze door Van Hecke ontworpen en door Norine uitgevoerde creaties uit. Nog voor het einde van de Eerste Wereldoorlog groeide Norine uit tot een succes. In 1919 installeerden ze zich op nummer 67 van de Louizalaan. In 1933 verhuisde Norine naar een groter herenhuis op nummer 203 van dezelfde Louizalaan. Vanaf de Tweede Wereldoorlog ging het bergafwaarts met het modehuis. In 1952 namen ze hun intrek in het Hotel Tassel, een ontwerp van Victor Horta. In november van dat jaar viel het doek voor Norine. Norine zelf zette haar activiteiten als couturière verder vanuit Van Heckes volgende woonst, in de Belle-Vuestraat 20 te Elsene, met een kleine collectie tot 1961. Daarna maakte ze nog wat kleren voor intieme vriendinnen.
Gedurende het Interbellum was Norine, samen met Van Heckes andere ondernemingen in de kunsten, een boegbeeld van de Belgische avant-garde. Het duo Van Hecke-Norine associeerde zich met moderne kunstenaars en hun eigen modecreaties droegen bij tot de vernieuwingen in de toegepaste kunsten. In Norines salons kozen en pasten klanten hun kleren op een achtergrond van internationale expressionistische en surrealistische kunst die er ook te koop was. Voor hun uitnodigingen en advertenties deden de Van Heckes een beroep op, onder meer Frits Van den Berghe, Gustave Van de Woestyne, Leon De Smet, E.L.T. Mesens en, voornamelijk, René Magritte. Uit fotografische bronnen en twee van de 28 tot nu toe overgebleven creaties, zien we dat ook daarin de beeldtaal van de moderne kunst werd verweven. Zo ontwaren we niet alleen de beeldtaal van Magritte, maar ook die van Raoul Dufy, Max Ernst en Man Ray. 